# Ошпарювання

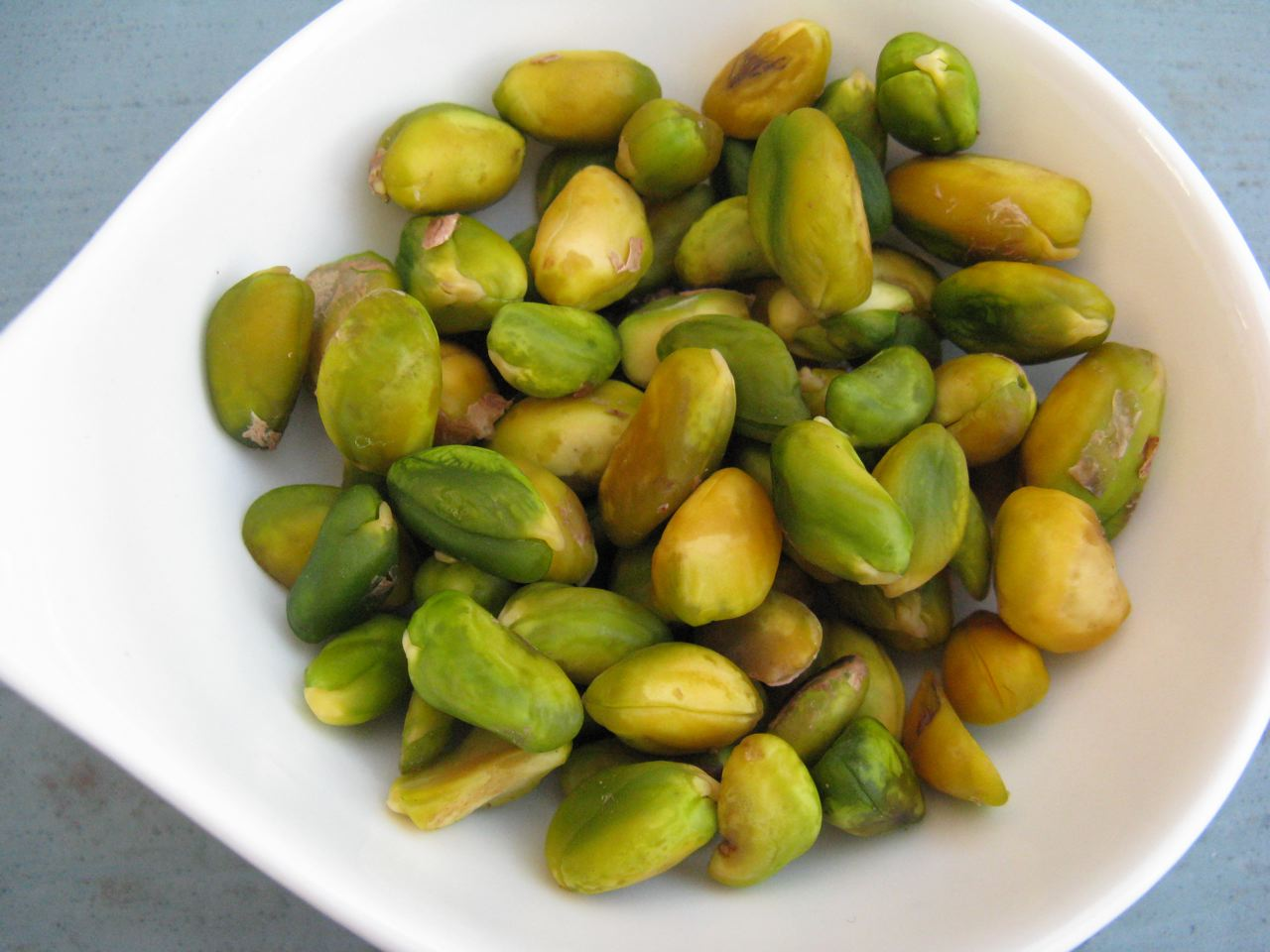
Свіжо бланшовані фісташки для приготування десертів

Ошпарювання, обшпарювання, бланшува́ння — короткочасна обробка продукту окропом або парою перед його подальшою обробкою. При цьому на поверхні продуктів тваринного походження утворюється тонка захисна плівка, а в рослинних продуктах руйнуються речовини, які викликають гіркоту. Бланшування використовують замість варіння, або ж для дезінфекції для харчових продуктів, які при тривалій тепловій обробці втрачають смак чи якісь корисні властивості (наприклад, вітаміни). Також бланшують продукти для того, щоб на поверхні продукту виникла захисна плівка, яка б зберегла його від втрати соків при подальшій обробці.
Під дією високої температури в поверхневому шарі продукту руйнуються ферменти і припиняється їх дія. Це особливо важливо, коли треба зруйнувати окислювальні ферменти — оксидази, що спричиняють потемніння поверхні обчищених овочів і фруктів, руйнування вітаміну С і ряд інших небажаних явищ. Результатом бланшування є також часткова загибель мікроорганізмів на поверхні продуктів. Іноді бланшування має й іншу мету — полегшення механічного обчищання.
Під час бланшування окропом продукти занурюють в киплячу рідину, а також ошпарюють окропом у друшляку або каструлі. Для бланшування парою продукти кладуть у щільно закритий посуд із невеликим об'ємом бурхливо киплячої води. Тваринні продукти бланшують в окропі від 1 до 5 хвилин; рослинні 20-30 секунд. Час бланшування наводиться в рецептах, де він вказується для обробки окропом.
В угорській та балканській кухнях бланшують усі коренеплоди (моркву, ріпу, буряки, редьку) перед заквашуванням чи маринуванням. У французькій кухні м'ясо перед варінням не миють, а бланшують, аби не вимивати білок та клейкі речовини. В рибоконсервній промисловості бланшують деякі види риб, наприклад, сардини, а потім їх просто кладуть в олію, де вони вже самі доходять до необхідної кондиції. Наприклад, марокканські сардини бланшують, а португальські опускають у фритюр, через що вони помітно жорсткіші, хоч готуються з однакової риби.